# Нікітін Владилен Валентинович
Владилен Валентинович Нікітін (30 жовтня 1936, місто Омськ, тепер Російська Федерація — 27 травня 2021) — радянський державний діяч, голова Тюменського облвиконкому, міністр сільського господарства Російської РФСР, 1-й заступник голови Державного агропромислового комітету РРФСР, 1-й заступник голови Ради міністрів СРСР — голова Державної комісії Ради міністрів СРСР із продовольства та закупівель. Кандидат у члени ЦК КПРС у 1986—1990 роках. Депутат Верховної Ради СРСР 10—11-го скликань. Народний депутат СРСР (1989—1991).

## Життєпис
Народився в родині службовця.
У 1961 році закінчив факультет механізації Омського сільськогосподарського інституту.
У 1961—1964 роках — старший інженер навчального господарства Тюменського сільськогосподарського інституту, старший інженер тресту радгоспів, головний інженер Казанського районного виробничого управління сільського господарства Тюменської області.
У 1964—1966 роках — директор радгоспу «Усовський» Тюменської області.
Член КПРС з 1965 року.
У 1966—1970 роках — заступник начальника об'єднання «Тюменьнафтогаз» із сільського господарства.
У 1970—1972 роках — начальник Ісетського районного сільськогосподарського управління; голова виконавчого комітету Ісетської районної ради депутатів трудящих Тюменської області.
У 1972—1975 роках — 1-й секретар Ісетського районного комітету КПРС Тюменської області.
У 1975—1976 роках — начальник Тюменського обласного сільськогосподарського управління.
У 1976 закінчив заочну Вищу партійну школу при ЦК КПРС.
У 1976—1985 роках — голова виконавчого комітету Тюменської обласної ради народних депутатів.
28 травня — 23 листопада 1985 року — міністр сільського господарства Російської РФСР.
13 грудня 1985 — 25 серпня 1989 року — 1-й заступник голови Державного агропромислового комітету РРФСР — міністр Російської РФСР.
27 липня 1989 — 30 серпня 1990 року — 1-й заступник голови Ради міністрів СРСР — голова Державної комісії Ради міністрів СРСР із продовольства та закупівель.
Знятий з посади «за невжиття заходів щодо запобігання зниження виробництва тютюну, допущений зрив в роботі тютюнової промисловості, що призвели до перебоїв постачання багатьох районів країни тютюновими виробами, вимушеною надплановою витратою валюти».
З 1991 року — генеральний директор зовнішньоекономічного госпрозрахункового об'єднання «Агропромекспорт». Потім займався комерційною діяльністю в Москві.

## Нагороди і звання
- орден Жовтневої Революції
- орден Трудового Червоного Прапора
- медалі